# George Christophe Morell
George Christophe Morell (* 1. September 1765 in Homburg vor der Höhe; † 23. Juli 1850 in Friedberg) war Tabakfabrikant und hessischer Landtagsabgeordneter.
George Christophe Morell war der Sohn des Kaufmanns Jacques Morell (1709–1778) und dessen Frau Marie Elisabeth, geborene Chérigout. George Christophe Morell, der evangelischer Konfession war, heiratete 1797 Anna Margaretha, geborene Blouquet (1757–1835).
Er war Tabakfabrikant in Friedberg.
1823 bis 1824 gehörte er für den Wahlbezirk der Stadt Friedberg der zweiten Kammer der Landstände des Großherzogtums Hessen an.